# Sieste éclair

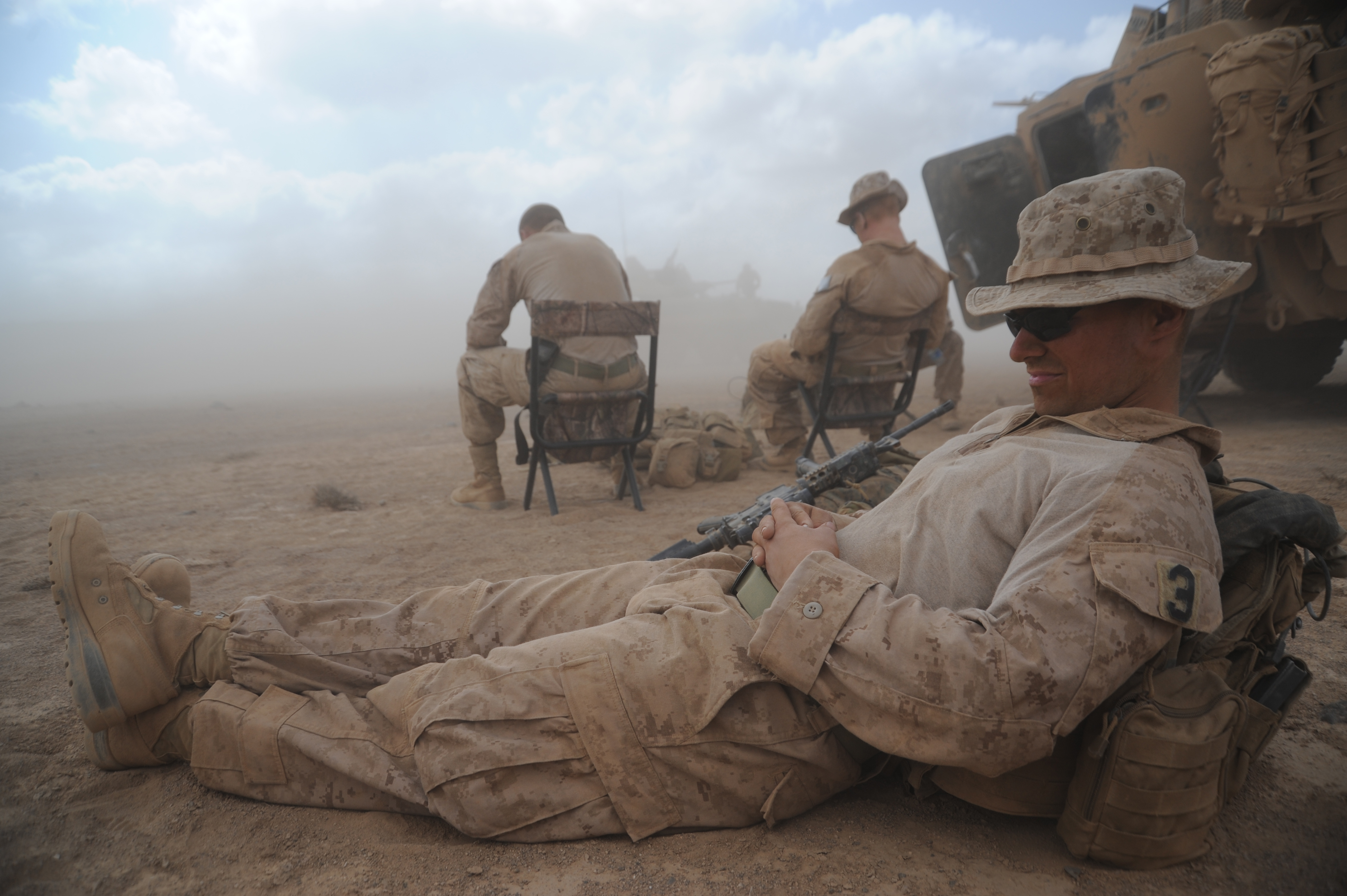
La sieste flash est souvent utilisée dans des postures opérationnelles longues.

Une sieste éclair, parfois appelée sieste flash ou sieste créative, est une courte période de somnolence, qui se termine avant l'entrée dans le cycle de sommeil profond. Elle revitalise le sujet et lui apporterait de l'inspiration et de la créativité.

## Description
La sieste éclair apporterait de l'énergie, de la capacité de travail, de concentration et d'inspiration à ceux qui la pratiquent.
Typiquement, une sieste-éclair durerait une dizaine de minutes, en incluant le temps nécessaire pour se détendre et rentrer en somnolence,. Néanmoins, quelques secondes peuvent suffire. Il ne s’agit pas réellement d’une sieste, mais plutôt d’un état de semi-conscience.
La capacité de s'endormir facilement demande un petit peu d'entraînement. Il faut être attentif aux signaux envoyés par son cerveau et ne pas lutter contre la somnolence qui survient. Si les conditions le permettent, dès les premiers signes, il faut trouver une position suffisamment stable pour que la diminution du tonus musculaire n'entraîne pas de mouvement de la tête, mais assez inconfortable pour que le sommeil ne dure pas trop longtemps. En effet, si le sujet rentre dans la phase de sommeil profond, c'est l'effet inverse qui est obtenu : sensation de fatigue, de désorientation etc. Avec un peu d'entraînement, il est possible de s'endormir dans toutes les situations pour la durée souhaitée. Ce type de sieste aurait été pratiqué notamment par des personnalités aussi différentes que Thomas Edison ou Salvador Dali. L'un comme l'autre avaient pour habitude de faire une sieste, calé dans un fauteuil, des objets métalliques dans les mains. Quand ils s’endormaient, avec le relachement des muscles, ces objets tombaient et les réveillaient par le bruit de la chute sur le sol, avec ou non un dispositif pour amplifier encore davantage le bruit de cette chute. Au réveil, selon ces promoteurs du procédé, les idées jaillissaient,.
Différentes études ont été effectuées : le journal Le Monde cite ainsi une étude publiée en 2021, animée notamment par Delphine Oudiette, chercheuse à l'Institut du Cerveau (ICM) à Paris,. Les résultats sont publiés en décembre 2021 dans Science Advances,,. Selon Delphine Oudiette, cependant, « cette hypnagogie permet de créer des liens entre des idées, et non de faire naître une règle mathématique ex nihilo ».